# デレク・ファルビー
デレク・ファルビー（Derek Falvey 1983年3月19日 - ）は、MLB・ミネソタ・ツインズの野球部門最高責任者（CBO）兼上級副社長（2016年10月 - ）。

## 来歴
出身地のマサチューセッツ州エセックス郡リンはボストン近郊であるため、ボストン・レッドソックスファンとして育ち、子供の頃はフェンウェイ・パークに足繁く通っていた。トリニティ・カレッジ時代には野球部に所属しており、肩を痛めるまで投手としてプレーしていた。
その後、2007年よりインターンとしてクリーブランド・インディアンスのフロント入りした。アマチュアのスカウト部門を担当した後、戦術部門に異動してデータ分析や戦術策定を担当した。2011年オフには後にミルウォーキー・ブルワーズのGMとなるデビッド・スターンズと共に戦術部門の主任ディレクターに昇格し、戦略の策定における中心を担うようになる。2015年オフにはGM補佐に昇格した。
2016年10月にはミネソタ・ツインズにヘッドハンティングされ、野球部門最高責任者（CBO）兼上級副社長というチーム作りのトップのポジションに就任した。